# Conservatore tessile

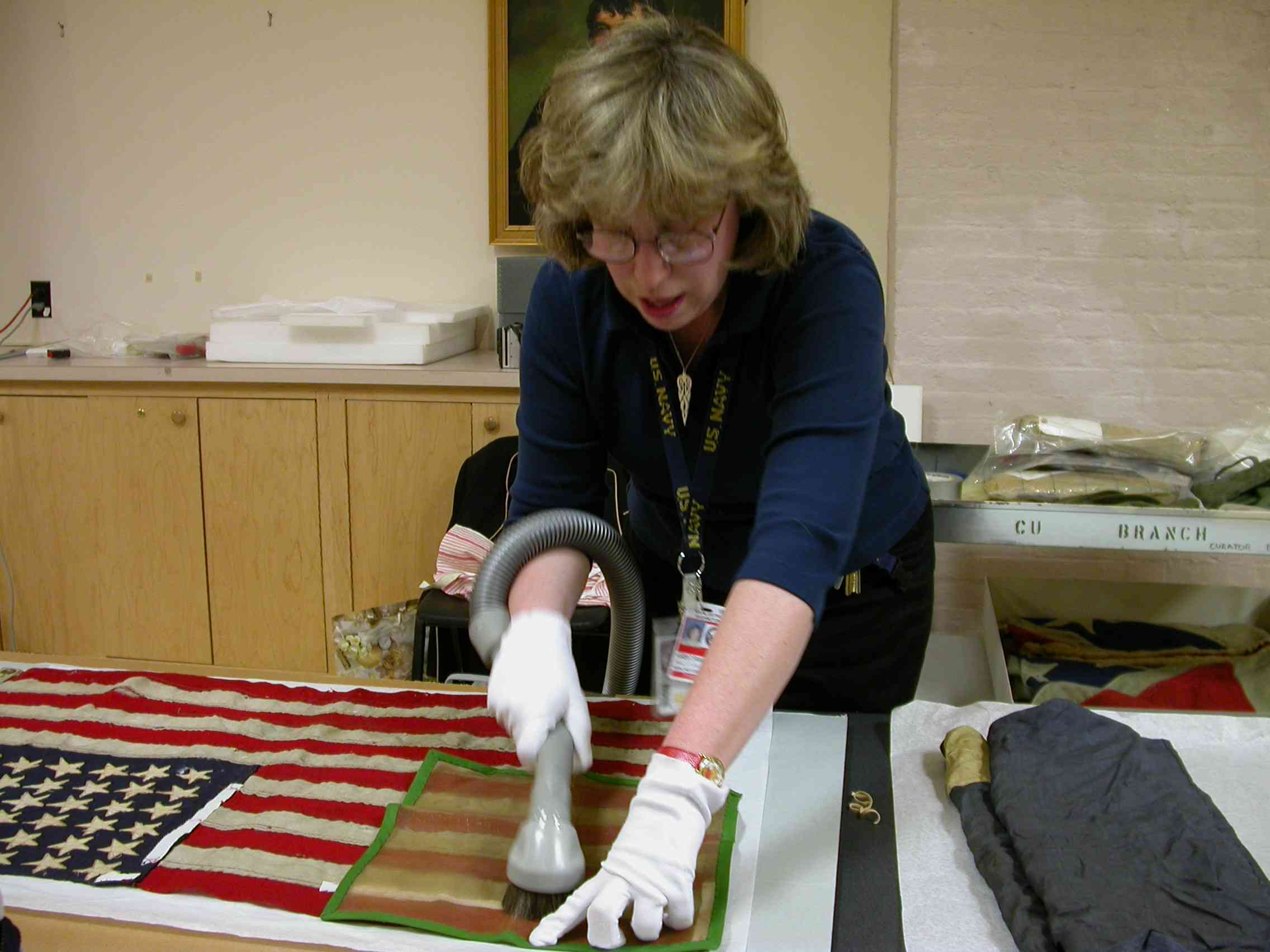
Karen France lavora per pulire una bandiera presso il Naval Historical Center di Washington, DC.

Un conservatore tessile è un conservatore-restauratore incaricato della cura, del trattamento, della ricerca e della conservazione dei tessuti. Le questioni affrontate da un conservatore tessile sono generalmente legate ai danni causati ai tessili da: luce, muffe e funghi, insetti, pulizia delle superfici, lavaggio, montaggio per l'esposizione e stoccaggio. Le variazioni nei tipi tessili e "la diversità del lavoro del conservatore tessile ne fanno una professione molto gratificante". I tessuti sono tra gli artefatti più fragili, poiché sono suscettibili ai danni derivanti da inquinanti atmosferici, umidità, organismi biologici e cambiamenti ambientali e la cura varia a seconda delle dimensioni, della forma, del materiale e dei problemi di condizione, tutti elementi che un tessuto il conservatore deve essere esperto.
Un conservatore tessile può essere impiegato da un museo, da un'altra istituzione o essere un appaltatore indipendente. La maggior parte dei conservatori tessili hanno uno studio privato o lavorano come dipendenti. Nell'attuale clima professionale, "i tagli ai finanziamenti hanno portato a una riduzione del numero di posti di lavoro permanenti disponibili nel settore della conservazione dei tessili e in molti musei esiste una cultura del contratto". Un risultato positivo "dei vincoli economici sulla moderna conservazione dei tessili è che i conservatori hanno sviluppato una pratica più riflessiva e pensano in modo creativo e flessibile su come bilanciare le questioni chiave di accesso e conservazione nel loro lavoro." 

## Responsabilità e doveri
I conservatori del settore tessile sono responsabili della valutazione delle condizioni, del trattamento e delle misure preventive eseguite sugli oggetti per preservare il patrimonio culturale. Alcuni conservatori "hanno la responsabilità aggiuntiva di agire come corrieri di questi oggetti in luoghi di prestito o con mostre itineranti". I conservatori tessili possono anche costruire soluzioni di stoccaggio o supporti per espositori, come forme di abiti. 
Da notare anche che i conservatori tessili nei musei o negli studi privati, in genere, "consultano non solo i loro colleghi ma tutte le parti interessate coinvolte nel futuro dell'oggetto". 

### Misure preventive
I conservatori tessili hanno il compito di prendersi cura e proteggere i tessuti da potenziali o ulteriori danni "per prevenire inutili deterioramenti di un oggetto in modo che rimanga disponibile per la ricerca o l'esposizione. Qualsiasi trattamento dovrebbe rispettare l'integrità storica e artistica di un oggetto e dovrebbe quindi essere conservato il più minimo possibile". Tutti i trattamenti dovrebbero poter essere invertiti o ritirati con un intervento minimo. La conservazione preventiva comprende "misure e trattamenti volti a creare un ambiente ottimale per la conservazione e l'esposizione degli oggetti, volti ad evitare o ritardare il degrado naturale degli oggetti". Questi includono il controllo del clima, la temperatura e l'umidità relativa; controllo della luce; controllo dell'inquinamento ambientale; gestione dei parassiti; metodi e materiali di stoccaggio adeguati. La conservazione preventiva "è talvolta definita conservazione riparativa". 

### Protocollo di trattamento
Il tipico protocollo per il trattamento e la conservazione dei tessili prevede l'esame, la documentazione, la ricerca, il trattamento e nuovamente la documentazione.
Il primo compito di un conservatore tessile è scrivere una proposta di trattamento che includa un esame dei problemi dell'oggetto e delle condizioni. Un rapporto tipico include una descrizione tecnica di un oggetto, dati storici, informazioni sullo stato attuale dell'oggetto, raccomandazioni per il trattamento e risultati attesi del trattamento. Viene prodotta un'ampia documentazione scritta e fotografica. Durante il trattamento viene conservata anche la documentazione fotografica, così come successivamente alla procedura. Dopo il trattamento, viene compilato un rapporto finale che include raccomandazioni per la prosecuzione della cura. 
I conservatori tessili devono essere in grado di trattare tutti i tipi di supporti utilizzati. Poiché i tessuti possono includere ornamenti aggiuntivi, come perle di vetro o frange metalliche, i conservatori devono avere un'ampia conoscenza delle tecniche di conservazione per tutti i tipi di supporti e materiali.

### Strumenti
Per l'esame, la manipolazione e/o il trattamento, l'attrezzatura può includere: guanti (cotone, vinile, lattice o nitrile), un camice da laboratorio, un respiratore, occhiali di sicurezza, una lente d'ingrandimento; microscopio binoculare; lente d'ingrandimento; microscopio; e altre apparecchiature di laboratorio.
Per il trattamento, gli strumenti possono includere: accessori per cucire, come aghi, spilli, ditale, forbici, nastro adesivo; vari adesivi; pinzette; pennelli "grandi, medi e piccoli, di ogni forma e di ogni tipo di setola"; ferri da stiro; tavolo a vapore; assi da stiro; aspirapolvere con aspirazione variabile e controllabile come l'aspirapolvere Nilfisk; telai per ricamo; prodotti per la pulizia con acqua; forniture per il lavaggio a secco; repellenti per insetti; o materiali per il restauro, come aplix, tessuto di cotone, interfaccia non tessuta, rete di nylon o seta (entrambi possono essere tinti per abbinarsi al colore dell'oggetto e utilizzati come supporto) e velcro.
Per lo stoccaggio, l'attrezzatura può includere: materiali privi di acidi, come carta velina, tubi e scatole; e tappetini piatti; schiuma centrale; polionda; pannello in schiuma/kapalina; etamina; ethafoam; plastazote; carbone attivo, in polvere o su tela; Art Sorb/ProSorb; Desi Pak; Carta giapponese; lenza da pesca in nylon; assorbitori di ossigeno; gel di silice; o borse con chiusura a zip, a volte perforate. 
Inoltre, è necessario un ampio spazio di lavoro con ampie superfici per arazzi estesi e uno spazio ben ventilato, magari con cappa e aspiratore. Alcuni conservatori e progetti richiedono un tavolo con piano in vetro che possa essere illuminato dal basso. L'uso dei computer e dell'imaging digitale "consente ai conservatori di illustrare i possibili risultati delle proposte di trattamento e di documentare le condizioni di un oggetto con maggiore chiarezza". 

### Etica
Un conservatore tessile, e i conservatori in generale, dovrebbero aderire al codice etico della conservazione. Questo codice, generalmente accettato dalle organizzazioni professionali, è stato stabilito dall'American Institute of Conservation (AIC) e affronta standard, metodi e principi sotto forma di Codice etico e Linee guida per la pratica. Il codice etico è stato approvato dai Soci e Associati AIC attraverso una votazione per corrispondenza nel 1994. Si rivolge ai conservatori che si mantengono aggiornati con tecniche e pratiche standard, nonché che eseguono trattamenti reversibili, necessari e che rientrano nei limiti capacità del conservatore. Anche l'Institute of Conservation di Londra, Regno Unito, dispone di linee guida professionali.

## Conoscenze, abilità e competenze
Alcune delle conoscenze, competenze e abilità di base necessarie ai conservatori tessili sono:
- Conoscenza delle fibre (classificazione, chimica e fisica)
- Conoscenza delle tecniche tessili (filatura, tessitura, rilegatura, arazzi, lavorazione a maglia, annodatura, tintura, stampa e finissaggi)
- Conoscenza del degrado tessile
- Conoscenza degli effetti ambientali
- Conoscenza dei metodi di identificazione e disinfestazione o disinfezione di insetti e funghi, inclusa la lotta integrata dei parassiti (IPM)
- Conoscenza della corretta conservazione, dei sistemi di conservazione e dei materiali
- Capacità di determinare la fragilità dell'oggetto
- Capacità di eseguire analisi dei rischi
- Abilità di cucito
- Formazione e competenze sulla gestione degli oggetti
- Capacità di pianificazione e gestione di progetti
- Capacità di negoziazione e acume finanziario[3]

## Istruzione e formazione
Le seguenti istituzioni nordamericane offrono diplomi di laurea, master e/o dottorato di ricerca in conservazione: Institute of Fine Arts Conservation Center presso la New York University (NYU); Dipartimento di Conservazione dell'Arte dell'Università del Delaware in collaborazione con il Winterthur Museum; il Programma di Conservazione dell'Arte presso la Queen's University in Ontario, Canada; e il Conservation Analytical Laboratory presso la Smithsonian Institution in collaborazione con la Johns Hopkins University. 
Un Master in chimica tessile o ingegneria tessile può essere offerto in altre università e college.

## Esempi di progetti
La conservazione dei costumi degli abiti di Via col vento (1939), tutti disegnati da Walter Plunkett, nell'archivio David O. Selznick dell'Harry Ransom Center presso l'Università del Texas ad Austin ha avuto luogo in preparazione della mostra temporanea. Un conservatore tessile e altro personale del museo hanno lavorato per conservare e preservare gli abiti.

## Conservazione e restauro di bandiere e stendardi

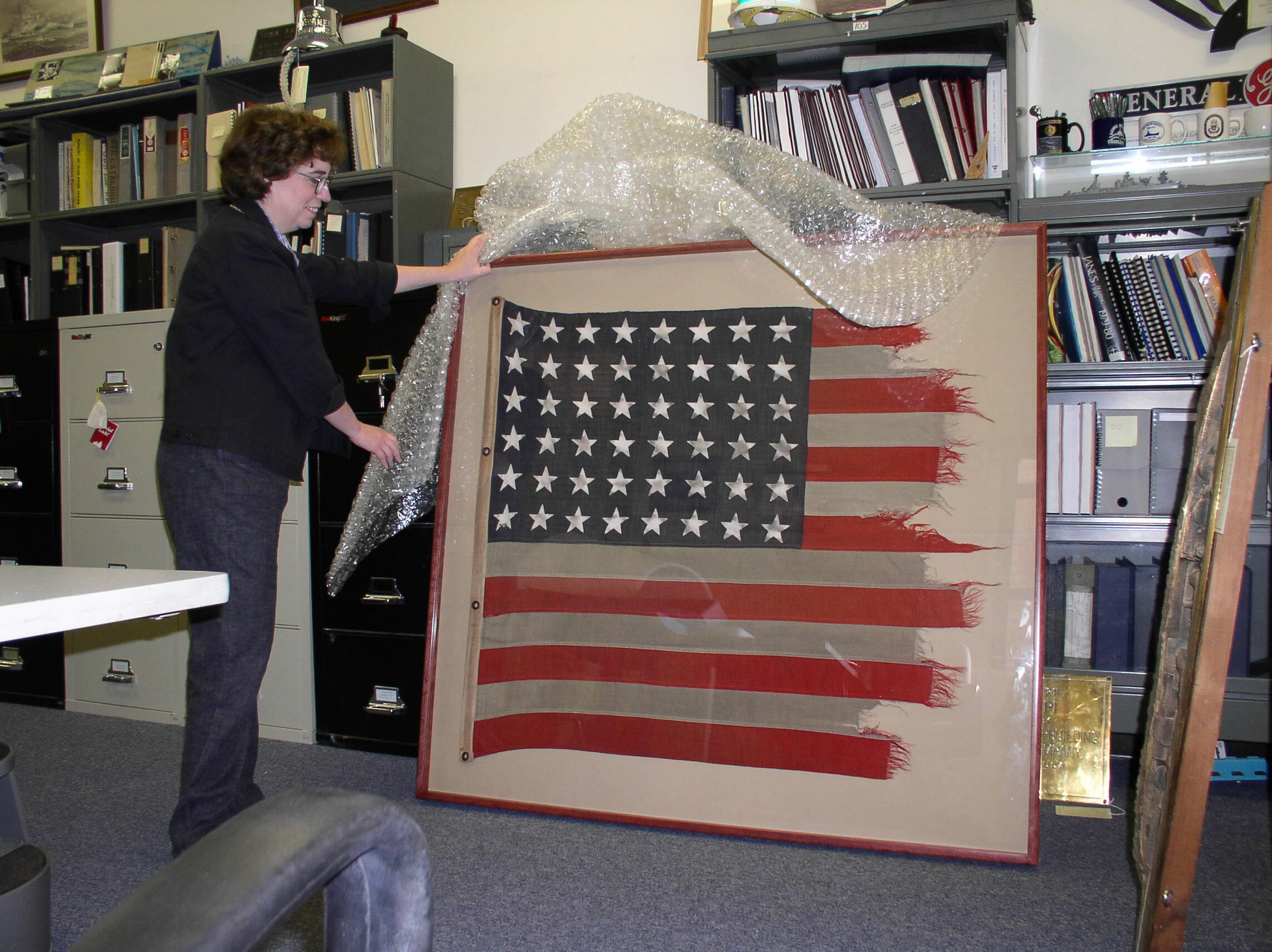
Karen France, curatrice del Naval History & Heritage Command, esamina la bandiera di battaglia della seconda guerra mondiale del cacciatorpediniere USS Zellars (DD 777) dopo la sua conservazione.

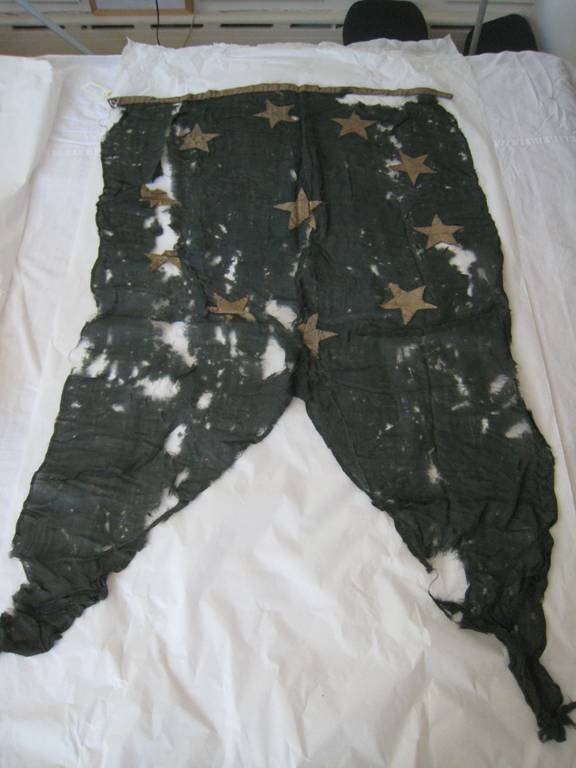
Bandiera confederata dell'ammiraglio Franklin Buchanan del XIX secolo, prima della conservazione.

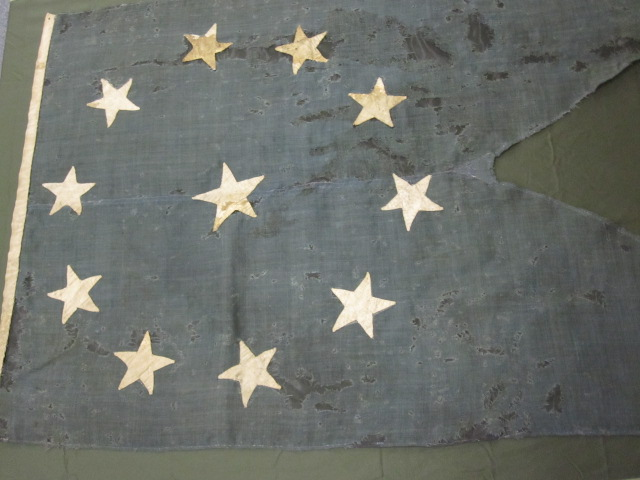
Bandiera confederata dell'ammiraglio Franklin Buchanan del XIX secolo, dopo la conservazione.

I conservatori tessili si occupano frequentemente di bandiere storiche. Spesso sono realizzate in seta, cotone, lino o stamina di lana sottile. Questi materiali venivano utilizzati nella realizzazione di bandiere, principalmente negli Stati Uniti fino alla metà del XX secolo. L'esame forense delle bandiere, al livello dell'esame delle fibre dei tessuti stessi e dei fili utilizzati per cucire le bandiere, aiuta a identificare il periodo dei materiali utilizzati e di solito è un buon indicatore del periodo di una bandiera (sebbene non necessariamente, in caso di falsificazione). Questi materiali possono essere molto fragili e richiedono tecniche di conservazione avanzate. I conservatori tessili sono esperti nella stabilizzazione e nella conservazione dei tessuti storici, le bandiere possono trovarsi in una varietà di condizioni, da buone a frammenti lacerati. La seta e la lana sono fibre proteiche mentre il cotone e il lino sono fibre vegetali. Il processo attraverso il quale si deteriorano varia notevolmente e deve essere affrontato con attenzione durante la conservazione e la preservazione. Al giorno d'oggi molte bandiere sono realizzate in materiali sintetici o in nylon, che hanno requisiti specifici di conservazione e cura.

### Cause comuni di danno
Le condizioni delle bandiere spesso si riferiscono al loro utilizzo durante la guerra, quindi alcuni degli esempi storicamente più significativi mostrano i danni maggiori. Tuttavia, le bandiere non si limitavano ai danni di guerra, come fori di proiettile o macchie di sangue – che hanno essi stessi trattamenti specifici – ma anche:
- Danni dovuti al vento: l'azione meccanica delle forze del vento e l'esposizione agli effetti ambientali possono causare danni al filamento ed è caratterizzata da spaccature. Le caratteristiche visive includono lo sfilacciamento e persino la frantumazione in caso di vento forte[19].
- Esposizione alla luce: troppa luce accelera il deterioramento dei tessuti. I tessuti storici, come bandiere e striscioni, dovrebbero essere protetti da livelli di luce eccessivi, e in particolare dalla luce solare e dalla luce fluorescente, che contengono elevate quantità di radiazioni ultraviolette, che sono la forma di luce più dannosa. Segni di danni leggeri possono includere la fragilità del materiale, il cambiamento complessivo del colore del tessuto o l'ingiallimento/imbrunimento del tessuto[20].
- Fluttuazioni di temperatura e umidità: entrambi i meccanismi di decadimento degli oggetti possono essere attribuiti a una temperatura troppo bassa o troppo alta, a un'umidità troppo elevata o a un'eccessiva fluttuazione tra temperature o livelli di umidità[21].
- Parassiti: Esistono molti tipi di parassiti, dagli insetti ai piccoli mammiferi come i roditori che possono infestare una collezione organica di tutti i tipi. In particolare questi parassiti possono colonizzare i tessuti e causare danni irreparabili[22]. Altri esempi di tipi di parassiti che possono affliggere bandiere e stendardi storici includono tarme e Dermestidae. È importante prestare attenzione ai possibili segni di infestazione e adottare misure preventive per garantire che non si verifichino infestazioni e danni. I professionisti incaricati della cura e della conservazione delle collezioni lavorano per sviluppare e applicare piani di lotta integrata dei parassiti (IPM)[23] per garantire che vengano adottate misure adeguate per proteggere oggetti storici come bandiere e striscioni.

### Trattamenti e manipolazioni comuni
- Pulizia – Mentre molte persone hanno esperienza nella pulizia dei tessuti di uso quotidiano, la pulizia dei tessuti storici è diversa. I conservatori tessili affrontano la pulizia dei tessuti storici come bandiere e striscioni con molta attenzione poiché ogni processo di pulizia può creare piccoli danni. Devono valutare attentamente i pro e i contro di ciascun metodo prima di procedere. Durante il processo di pulizia possono verificarsi danni quali sbavature di coloranti, restringimento delle cuciture o perdita delle finiture[24].
- Aspirazione – detta anche pulizia delle superfici. Questo metodo viene utilizzato dai conservatori tessili quando cercano di rimuovere lo sporco superficiale. Aspirando attentamente il tessuto a bassa aspirazione, i conservatori a volte utilizzano uno schermo per evitare che le singole fibre vengano risucchiate e perse nel vuoto. Questo metodo è considerato meno invasivo e spesso di grande successo[24].
- La pulizia a umido, o lavaggio, è un metodo di pulizia più invasivo e che i conservatori potrebbero essere riluttanti a utilizzare senza un'adeguata revisione del tessuto. La pulizia a umido o il lavaggio è un processo irreversibile e può causare danni significativi. In particolare, i detersivi commerciali e altri prodotti chimici possono aumentare il tasso di deterioramento[24].
- Il controllo-prevenzione dei parassiti è una buona pratica per evitare danni ai tessuti. Al fine di sviluppare e implementare una strategia di lotta integrata dei parassiti (IPM) è importante comprendere e riconoscere alcuni dei componenti chiave di un controllo efficace. I conservatori tessili dovrebbero:

1. Evitare i parassiti: mantenere l'area pulita e priva di disordine e ispezionarla spesso.
2. Prevenire la colonizzazione dei parassiti – seguire la gestione ordinaria dei parassiti.

Se si verifica un'infestazione da parassiti, è importante agire rapidamente seguendo il piano IPM e consultando un professionista nel controllo dei parassiti. Se vengono attaccati singoli pezzi è importante isolarli immediatamente in un sacchetto di plastica o sigillato tra teli di plastica e nastro adesivo e poi procedere con l'IPM. 
1. Riconoscere i parassiti: che tipo di infestazione si ha?
2. Valutare il problema dei parassiti: quanto è pervasivo il problema?
3. Risolvere il problema dei parassiti: seguire l'IPM e consultare un professionista della disinfestazione
4. Rivedere la procedura IMP[17]

### Archiviazione
È importante considerare il corretto stoccaggio dei tessili nel piano di progettazione della struttura di stoccaggio. Questa stanza dovrebbe avere accesso limitato, all'interno dell'edificio, senza esposizione alla luce esterna, temperatura controllata e apparecchiature di monitoraggio correttamente installate. Come altri materiali organici, i tessuti possono deteriorarsi molto rapidamente in caso di variazioni di temperatura e livelli di umidità. Le bandiere e gli stendardi non fanno eccezione, quindi una corretta conservazione è fondamentale per la conservazione.
- Stoccaggio piatto – I tappetini di stoccaggio piatti sono realizzati in cartone ondulato con un'apertura della finestra che dovrebbe essere leggermente più grande dell'oggetto tessile. I tessuti devono essere avvolti in un tessuto a pH neutro. Questi tappetini piatti possono quindi essere conservati in scatole piatte prive di acidi.
- Stoccaggio arrotolato – I tessuti piatti che sono in buone condizioni e con una buona resistenza possono essere arrotolati e conservati in tubi. La lunghezza del tubo tessile è determinata dalla larghezza del tessuto. I tessuti devono essere interfogliati da carta velina a pH neutro e il tessuto fissato nel tubo. I tubi tessili devono quindi essere conservati in scatole piatte di cartone ondulato privo di acidi[25].
- Stoccaggio montato – anche le bandiere e gli striscioni storici vengono montati per essere esposti e conservati. È importante tenere presente le condizioni della bandiera prima di riporla nel deposito montato.

## Organizzazioni e società professionali
I conservatori tessili spesso si uniscono a un assortimento di organizzazioni professionali per soddisfare le loro diverse esigenze e specializzazioni. Queste organizzazioni possono includere quelle dedicate alla conservazione, al tessile o a un campo correlato. L'elenco seguente non è affatto completo, poiché esistono numerose associazioni e organizzazioni regionali, nazionali e internazionali.

### Organizzazioni e società dedicate al tessile
- The Textile Society of America, Inc.[26]
- American Association of Textile Chemists & Colorists[27]
- Costume Society of America[28]

### Organizzazioni e società dedicate alla conservazione in generale
- American Institute for Conservation of Historic and Artistic Works (AIC)[29]
- International Council of Museums – Committee for Conservation(ICOM-CC)[30]
- International Institute for Conservation of Historic and Artistic Works (ICC)[31]
- Canadian Association for Conservation (CAC)[32]
- Getty Conservation Institute[33]
- International Centre for the Study of Preservation and Restoration of Cultural Property (ICCROM)[34]
- Heritage Preservation, formerly the National Institute for the Conservation of Cultural Property, Inc. (NIC)[35]